# Massemedie
 For alternative betydninger, se Medium. (Se også artikler, som begynder med Medium)
Massemedier er en fællesbetegnelse for aviser, radio, fjernsyn, film og lignende, som formidler nyheder, oplysning og underholdning til større grupper af mennesker. Ordet massemedie bruges som regel kun om nyhedsmedier med et relativ stort publikum. Termen nyhedsmedie benyttes derimod også til andre former af medier som nicheproduktioner med et mindre (lokalt eller interessebåret) publikum.